# Bojná
Bojná (in ungherese Nyitrabajna) è un comune della Slovacchia facente parte del distretto di Topoľčany, nella regione di Nitra. 
Attualmente vi vivono circa 2000 persone, che ne fanno il comune più grande del distretto dopo Topoľčany. La località è nota per i ritrovamenti di vestigia delle prime comunità cristiane in Slovacchia.